# Świekatowo
Świekatowo è un comune rurale polacco del distretto di Świecie, nel voivodato della Cuiavia-Pomerania.
Ricopre una superficie di 64,74 km² e nel 2004 contava 3 484 abitanti.